# Noemí Quezada
María Noemí Quezada Ramírez (Ciudad de México, 28 de diciembre de 1939 – 5 de agosto de 2003) fue una etnóloga e historiadora mexicana dedicada al estudio de las culturas otopames, la historia de las enfermedades y los maleficios, así como la interacción entre religión y sexualidad. 
En 1972 presentó su tesis doctoral (bajo la tutela de Roger Bastide) en la École Pratique des Hautes Études, París.
Se integró a la Sección de Antropología del Instituto de Investigaciones Históricas el 1 de marzo de 1972, que después pasó a ser el Instituto de Investigaciones Antropológicas de la UNAM. En esta última institución llevó a cabo sus labores hasta su fallecimiento. Publicó varios libros como autora o coordinadora, así como numerosos capítulos en libros especializados y artículos  en revistas académicas. Fue asimismo editora, junto con Yolanda Lastra, de la revista Estudios de Cultura Otopame, vol. 1-3. 

## Principales obras
- Amor y magia amorosa entre los aztecas, México, Universidad Nacional Autónoma de México, Instituto de Investigaciones Antropológicas, 1996.[3]
- Amor y magia amorosa entre los aztecas: supervivencia en el México colonial, México, Universidad Nacional Autónoma de México, Instituto de Investigaciones Antropológicas, 1975, 162 p.
- Enfermedad y maleficio. El curandero en el México colonial, México, Universidad Nacional Autónoma de México, Instituto de Investigaciones Antropológicas, 1989, 221 p.[4]
- Los matlatzincas, época prehispánica y época colonial hasta 1650, México, Instituto Nacional de Antropología e Historia, Departamento de Investigaciones Históricas, 1972, 142 p.
- Panorama de las artesanías otomíes del valle del Mezquital: ensayo metodológico,  Andrés Medina, Noemí Quezada, México, Universidad Nacional Autónoma de México, Instituto de Investigaciones Antropológicas, 1975, 122 p.
- Religiosidad popular, México / Cuba, México, Instituto de Investigaciones Antropológicas, 2002, 287 p.
- Sexualidad, amor y erotismo: México prehispánico y México colonial, México, Universidad Nacional Autónoma de México, Instituto de Investigaciones Antropológicas, Plaza y Valdés, 1996, 303 p.
- Inquisición novohispana, Noemí Quezada, Martha Eugenia Rodríguez, Marcela Suárez, eds., México, Universidad Nacional Autónoma de México, Instituto de Investigaciones Antropológicas, Universidad Autónoma Metropolitana, 2000, 2 v.,
- Religión y sexualidad en México, Noemí Quezada, coord., Ana Amuchastegui, [et al.], colaboradoras, México, Universidad Nacional Autónoma de México, Instituto de Investigaciones Antropológicas, Universidad Autónoma Metropolitana, 1997, 125 p.

## Reconocimientos
En 1998 ingresó a la Academia Mexicana de Ciencias.
El VI Coloquio Internacional sobre Otopames, realizado en el Instituto de Investigaciones Antropológicas de la  UNAM del 8 al 12 de noviembre de 2004,  estuvo dedicado a su memoria.
Los Coloquios Internacionales sobre Otopames establecieron el Premio Noemí Quezada  a las mejores tesis, desde 2007.